# Élections municipales de 2025 dans La Haute-Yamaska
Pour un article plus général, voir Élections municipales de 2025 en Estrie.
Cet article concerne les élections municipales de 2025 en Estrie dans la municipalité régionale de comté de La Haute-Yamaska.

## Granby
| Candidats pour la mairie  | Vote | % |
| ------------------------- | ---- | - |
|                           |      |   |
|                           |      |   |
|                           |      |   |
|                           |      |   |
|                           |      |   |
|                           |      |   |
| Taux de participation : % |      |   |

| Candidats conseiller #1 | Vote | % |
| ----------------------- | ---- | - |
|                         |      |   |
|                         |      |   |
|                         |      |   |

| Candidats conseiller #2 | Vote | % |
| ----------------------- | ---- | - |
|                         |      |   |
|                         |      |   |
|                         |      |   |
|                         |      |   |

| Candidats conseiller #3 | Vote | % |
| ----------------------- | ---- | - |
|                         |      |   |
|                         |      |   |

| Candidats conseiller #4 | Vote | % |
| ----------------------- | ---- | - |
|                         |      |   |
|                         |      |   |
|                         |      |   |
|                         |      |   |
|                         |      |   |

| Candidats conseiller #5 | Vote | % |
| ----------------------- | ---- | - |
|                         |      |   |
|                         |      |   |
|                         |      |   |
|                         |      |   |

| Candidats conseiller #6 | Vote | % |
| ----------------------- | ---- | - |
|                         |      |   |
|                         |      |   |
|                         |      |   |
|                         |      |   |

| Candidats conseiller #7 | Vote | % |
| ----------------------- | ---- | - |
|                         |      |   |
|                         |      |   |
|                         |      |   |
|                         |      |   |
|                         |      |   |

| Candidats conseiller #8 | Vote | % |
| ----------------------- | ---- | - |
|                         |      |   |
|                         |      |   |
|                         |      |   |
|                         |      |   |

| Candidats conseiller #9 | Vote | % |
| ----------------------- | ---- | - |
|                         |      |   |
|                         |      |   |
|                         |      |   |
|                         |      |   |

| Candidats conseiller #10 | Vote | % |
| ------------------------ | ---- | - |
|                          |      |   |
|                          |      |   |
|                          |      |   |
|                          |      |   |

## Roxton Pond
| Candidats pour la mairie | Vote | % |
| ------------------------ | ---- | - |
|                          |      |   |

| Candidats conseiller #1 | Vote | % |
| ----------------------- | ---- | - |
|                         |      |   |
|                         |      |   |

| Candidats conseiller #2 | Vote | % |
| ----------------------- | ---- | - |
|                         |      |   |

| Candidats conseiller #3 | Vote | % |
| ----------------------- | ---- | - |
|                         |      |   |

| Candidats conseiller #4 | Vote | % |
| ----------------------- | ---- | - |
|                         |      |   |
|                         |      |   |

| Candidats conseiller #5 | Vote | % |
| ----------------------- | ---- | - |
|                         |      |   |
|                         |      |   |

| Candidats conseiller #5 | Vote | % |
| ----------------------- | ---- | - |
|                         |      |   |
|                         |      |   |

## Saint-Alphonse-de-Granby
| Candidats pour la mairie | Vote | % |
| ------------------------ | ---- | - |
|                          |      |   |

| Candidats conseiller #1 | Vote | % |
| ----------------------- | ---- | - |
|                         |      |   |

| Candidats conseiller #2 | Vote | % |
| ----------------------- | ---- | - |
|                         |      |   |

| Candidats conseiller #3 | Vote | % |
| ----------------------- | ---- | - |
|                         |      |   |
|                         |      |   |

| Candidats conseiller #4 | Vote | % |
| ----------------------- | ---- | - |
|                         |      |   |
|                         |      |   |

| Candidats conseiller #5 | Vote | % |
| ----------------------- | ---- | - |
|                         |      |   |
|                         |      |   |

| Candidats conseiller #6 | Vote | % |
| ----------------------- | ---- | - |
|                         |      |   |
|                         |      |   |
|                         |      |   |

## Saint-Joachim-de-Shefford
| Candidats pour la mairie  | Vote | % |
| ------------------------- | ---- | - |
|                           |      |   |
|                           |      |   |
| Taux de participation : % |      |   |

| Candidats conseiller #1 | Vote | % |
| ----------------------- | ---- | - |
|                         |      |   |
|                         |      |   |

| Candidats conseiller #2 | Vote | % |
| ----------------------- | ---- | - |
|                         |      |   |
|                         |      |   |

| Candidats conseiller #3 | Vote | % |
| ----------------------- | ---- | - |
|                         |      |   |

| Candidats conseiller #4 | Vote | % |
| ----------------------- | ---- | - |
|                         |      |   |
|                         |      |   |

| Candidats conseiller #5 | Vote | % |
| ----------------------- | ---- | - |
|                         |      |   |
|                         |      |   |

| Candidats conseiller #6 | Vote | % |
| ----------------------- | ---- | - |
|                         |      |   |
|                         |      |   |

## Sainte-Cécile-de-Milton
| Candidats pour la mairie | Vote | % |
| ------------------------ | ---- | - |
|                          |      |   |

| Candidats conseiller #1 | Vote | % |
| ----------------------- | ---- | - |
|                         |      |   |

| Candidats conseiller #2 | Vote | % |
| ----------------------- | ---- | - |
|                         |      |   |
|                         |      |   |

| Candidats conseiller #3 | Vote | % |
| ----------------------- | ---- | - |
|                         |      |   |
|                         |      |   |

| Candidats conseiller #4 | Vote | % |
| ----------------------- | ---- | - |
|                         |      |   |

| Candidats conseiller #5 | Vote | % |
| ----------------------- | ---- | - |
|                         |      |   |

| Candidats conseiller #6 | Vote | % |
| ----------------------- | ---- | - |
|                         |      |   |

## Shefford
| Candidats pour la mairie  | Vote | % |
| ------------------------- | ---- | - |
|                           |      |   |
|                           |      |   |
|                           |      |   |
| Taux de participation : % |      |   |

| Candidats conseiller #1 | Vote | % |
| ----------------------- | ---- | - |
|                         |      |   |

| Candidats conseiller #2 | Vote | % |
| ----------------------- | ---- | - |
|                         |      |   |
|                         |      |   |
|                         |      |   |

| Candidats conseiller #3 | Vote | % |
| ----------------------- | ---- | - |
|                         |      |   |
|                         |      |   |

| Candidats conseiller #4 | Vote | % |
| ----------------------- | ---- | - |
|                         |      |   |

| Candidats conseiller #5 | Vote | % |
| ----------------------- | ---- | - |
|                         |      |   |
|                         |      |   |

| Candidats conseiller #6 | Vote | % |
| ----------------------- | ---- | - |
|                         |      |   |
|                         |      |   |

## Warden
| Candidats pour la mairie | Vote | % |
| ------------------------ | ---- | - |
|                          |      |   |

| Candidats conseiller #1 | Vote | % |
| ----------------------- | ---- | - |
|                         |      |   |
|                         |      |   |

| Candidats conseiller #2 | Vote | % |
| ----------------------- | ---- | - |
|                         |      |   |

| Candidats conseiller #3 | Vote | % |
| ----------------------- | ---- | - |
|                         |      |   |

| Candidats conseiller #4 | Vote | % |
| ----------------------- | ---- | - |
|                         |      |   |

| Candidats conseiller #5 | Vote | % |
| ----------------------- | ---- | - |
|                         |      |   |
|                         |      |   |

| Candidats conseiller #6 | Vote | % |
| ----------------------- | ---- | - |
|                         |      |   |

## Waterloo
| Partis                    | Partis | Candidats pour la mairie | Vote | % |
| ------------------------- | ------ | ------------------------ | ---- | - |
|                           |        |                          |      |   |
|                           |        |                          |      |   |
| Taux de participation : % |        |                          |      |   |

| Partis | Partis | Candidats conseiller #1 | Vote | % |
| ------ | ------ | ----------------------- | ---- | - |
|        |        |                         |      |   |
|        |        |                         |      |   |

| Partis | Partis | Candidats conseiller #2 | Vote | % |
| ------ | ------ | ----------------------- | ---- | - |
|        |        |                         |      |   |
|        |        |                         |      |   |

| Partis | Partis | Candidats conseiller #3 | Vote | % |
| ------ | ------ | ----------------------- | ---- | - |
|        |        |                         |      |   |
|        |        |                         |      |   |

| Partis | Partis | Candidats conseiller #4 | Vote | % |
| ------ | ------ | ----------------------- | ---- | - |
|        |        |                         |      |   |
|        |        |                         |      |   |

| Partis | Partis | Candidats conseiller #5 | Vote | % |
| ------ | ------ | ----------------------- | ---- | - |
|        |        |                         |      |   |
|        |        |                         |      |   |
|        |        |                         |      |   |

| Partis | Partis | Candidats conseiller #6 | Vote | % |
| ------ | ------ | ----------------------- | ---- | - |
|        |        |                         |      |   |
|        |        |                         |      |   |
|        |        |                         |      |   |